# Ewald Karl Schrade
Ewald Karl Schrade (* 18. September 1941 in Gomaringen) ist ein deutscher Galerist. Er ist Initiator und von Anbeginn Kurator der art Karlsruhe.

## Leben
Ewald Karl Schrade wurde am 18. September 1941 als zweiter Sohn von Karl und Frida Schrade in Gomaringen im Landkreis Tübingen geboren. Er erlernte mit 16 Jahren den Beruf des Modellbauers, den er nach einem Motorradunfall 1960, bei dem er die rechte Hand verliert, nicht mehr ausüben kann. Nach einer Ausbildung zum Versicherungskaufmann arbeitete er als selbständiger Versicherungsmakler und Bank-Zweigstellenleiter der Württembergischen Landessparkasse. Parallel dazu begann er erste Kunstausstellungen zu organisieren. Von 1973 bis 2000 ist Ewald Schrade mit Dorothea Schrade, geborene Dorothea Wenzel, verheiratet. Der Galerist hat drei Söhne: Daniel Kojo Schrade (* 1967), Sebastian (* 1967) und Tobias (* 1973).
Schrade ist gelernter Modellbauer. Nach einem Motorradunfall 1960, bei dem er die rechte Hand verlor, absolvierte er eine Ausbildung zum Versicherungskaufmann. Er war als selbstständiger Versicherungsmakler und Bankzweigstellenleiter tätig und begann Kunstausstellungen zu organisieren. Eigene Galerien betrieb er seit 1971 in Reutlingen, ab 1973 in Kisslegg, von 1980 bis 1997 parallel dazu in Lindau. Seit 1985 wurde der Hauptsitz der Galerie Schrade das Barockschloss Schloss Mochental bei Ehingen an der Donau. Ab 1999 stellte Schrade dem Schloss mit 2500 Quadratmetern Ausstellungsfläche auf der Schwäbischen Alb eine Dependance in Karlsruhe zur Seite. Seit diesem Zeitpunkt lautet der Name der Galerie Schrade Karlsruhe & Mochental. 2008 erfolgt der Umzug der Karlsruher Galerie in neue Räume, in unmittelbarer Nähe von Schloss Karlsruhe, mit dem Badischen Landesmuseum, der Staatlichen Kunsthalle Karlsruhe und dem Badischen Kunstverein.
Im Frühjahr 2004 organisierte Schrade zusammen mit der Karlsruher Messe und Kongress GmbH erstmals die Kunstmesse art KARLSRUHE, die jährlich stattfindet und sich zu einer der bedeutendsten Kunstmessen in Deutschland entwickelt hat. 2023 gab Ewald Karl Schrade die Leitung der erfolgreich geführten Messe für Klassische Moderne und Gegenwartskunst an die neue Doppelspitze Olga Blaß und Kristian Jarmuschek ab. Nach 20 Jahren als Gründervater und Kurator der Kunstmesse nahm er im Mai 2023 Abschied und kuratierte sein Herzensprojekt zum letzten Mal, mit großer Publikumswirkung und Anerkennung seiner Verdienste um die Kunst. Als teilnehmender Aussteller gab er zum Messejubiläum mit einer Sonderschau einen Einblick in die beeindruckende, über 50-jährige Arbeit als Galerist sowie in seine Sammlung. 2024 erhielt Ewald Karl Schrade von Ministerpräsident Winfried Kretschmann den Verdienstorden des Landes Baden-Württemberg.

## Geschichte der Galerie Schrade
Ewald Karl Schrades erstes, eigenes Galeriegeschäft begann 1971 in Reutlingen: in der von ihm geleiteten Zweigstelle der Württembergischen Landessparkasse, mit dem Umzug der Filiale in größere Räume. Das Motto der Ausstellung lautete: „Geld allein macht nicht glücklich“. Gezeigt wurden u. a. Werke des Bildhauers Ugge Bärtle, Serigrafien von Lothar Quinte sowie Malerei und Zeichnung von Erich Mansen.